# Chimarra sita
Chimarra sita är en nattsländeart som beskrevs av Malicky och Chantaramongkol 1993. Chimarra sita ingår i släktet Chimarra och familjen stengömmenattsländor. Inga underarter finns listade i Catalogue of Life.